# بالابیجارانکیش
بالابیجارانکیش، روستایی از توابع بخش مرکزی شهرستان لاهیجان در استان گیلان ایران است.

## جمعیت
این روستا در دهستان آهندان قرار دارد و براساس سرشماری مرکز آمار ایران در سال ۱۳۸۵، جمعیت آن ۳۸ نفر (۷خانوار) بوده است.